# Medcrimes – Nebenwirkung Mord
Medcrimes – Nebenwirkung Mord ist ein deutsch/österreichischer Actionfilm aus dem Jahr 2013, der von Mona Film Produktion GmbH produziert wurde.

## Handlung
Der Kripoermittler Alex Tanner muss nach einem waghalsigen Einsatz von seiner Ehefrau Julia erfahren, dass diese eine Affäre mit Karl hat und sich scheiden lassen will. Alex wird der Boden unter den Füßen weggezogen und er sieht sich gezwungen bei seinem jüngeren Bruder Tommi, einem Journalisten, einzuziehen. Tommi will seinen Bruder aufheitern und zieht mit ihm durch die Stadtbars von Wien. Doch nach einem Kneipenbesuch wird Tommi auf offener Straße niedergeschossen. Alex bringt ihn sofort ins Krankenhaus und ist sich sicher, dass der Schuss ihm gegolten hat. Die Ärztin Rita kämpft um das Leben von Tommi, doch dieser fällt ins Koma. Rita findet heraus, dass Tommi durch Medikamente vergiftet wurde. Sie kämpft mit ihrem Team um Tommis Leben, während Alex herausfinden will, wer seinen Bruder vergiftet hat. Doch dann überschlagen sich die Ereignisse und Alex weiß, dass er Tommis Leben nur retten kann, wenn er den Fall löst.

## Produktion und Ausstrahlung
Im November 2012 gab RTL die Produktion eines Pilotfilmes mit dem Titel Medcrimes in Auftrag. Der Pilotfilm soll die zwei Genres Krimi und Medical kombinieren. Die Hauptrolle ging an Simon Böer. Die Dreharbeiten fanden vom 13. November bis zum 14. Dezember 2012 in Wien und Umgebung statt.
Der Film soll am 2. Mai 2013 in der Prime Time bei RTL unter dem Titel Medcrimes – Nebenwirkung Mord gezeigt werden. Zuvor wurde der Film schon am 24. April 2013 auf ORF eins ausgestrahlt.

## Rezeption
„Das alles sieht so aus, wie es klingt: relativ beliebig und schon mehr als einmal da gewesen. Ob ‚Medcrimes‘ wirklich beim Publikum Anklang finden wird, bleibt also fraglich. Eine Dreieckskonstellation, Schlägereien und ein paar Explosionen allein machen noch keine beliebte Serie. Dafür muss das Action-Element entweder richtig aufwendig ausfallen – das Erfolgsrezept von ‚Alarm für Cobra 11‘ - oder die Charaktere müssen einiges mehr hergeben.“

„Der weltweite Erfolg von ‚Dr. House‘ beruht nicht zuletzt auf der kriminalistischen Spannung der Serie: Bevor er seine Patienten heilen kann, muss der Arzt die Ursache ihrer Erkrankung finden. Bei ‚Medcrimes‘ geht es ebenfalls um Leben und Tod. Dass es sich beim ersten Patienten um den Bruder der Hauptfigur handelt, ist nur einer von gleich mehreren Spannungsverstärkern. (…) Geschickt kombiniert das Drehbuch (Maja und Wolfgang Brandstetter) die Krimihandlung mit einer Romanze: Der gerade erst vor die Tür gesetzte Alex tröstet sich mit Rita, was wiederum seiner Frau (Adina Vetter) gar nicht recht ist. Da beide Damen ausgesprochen attraktiv sind und auch darstellerisch überzeugen, ist Alex' Hin- und Hergerissenheit gut nachzuvollziehen. Julia Maria Köhler hat als sarkastische alleinstehende Ärztin zudem schön böse Dialoge. Selbstredend kommt auch die Action nicht zu kurz. Der Film beginnt mit einer Ballerei in einem Nachtclub, und da sich später rausstellt, dass hinter Tommis Erkrankung die serbische Mafia steckt, bleibt dies nicht die letzte Schießerei des Films. Regisseur Peter Ladkani präsentiert Wien als glitzernde Metropole und inszeniert Action und Romantik in seinem Langfilmdebüt gleichermaßen sehenswert; Simon Böer macht auf beiden Ebenen eine gute Figur. Dass sich Alex am Ende frisch operiert ins Finale stürzt, ist allerdings völlig unglaubwürdig. Seltsam auch, dass scheinbar kein einziger Österreicher mitwirkt; der Film ist konsequent entwienert worden, die Einheimischen wurden offenbar synchronisiert. Das Potenzial für eine Serie ist dagegen unübersehbar; dann aber unbedingt mit beiden Hauptdarstellerinnen.“